# حسینیه دزاشیب
بنای حسینیه دزاشیب مربوط به دوره قاجار است و در تهران، خیابان دزاشیب، خیابان شهید کریمی (بو علی) واقع شده و این اثر در تاریخ ۳۰ تیر ۱۳۸۴ با شمارهٔ ثبت ۱۲۲۱۸ به‌عنوان یکی از آثار ملی ایران به ثبت رسیده است.